# Kalmouks
Cet article concerne le peuple kalmouk. Pour la langue kalmouke, voir Kalmouk.
Le terme Kalmouks (kalmouk cyrillique : Хальмгуд ; mongol : ᠬᠠᠯᠢᠮᠠᠭ
ᠬᠦᠮᠦᠨ, VPMC : qalimag qümün, cyrillique : Халимаг хүн, MNS : Khalimag khün) désigne les descendants des Mongols occidentaux : les Oïrats d'Asie centrale, dont certains migrent vers l'ouest au XVIIe siècle.  
Deux groupes s'établissent alors en Russie, dans le bassin de la Volga. Le groupe de l'Oural, initialement tengriste, se signale en pillant par deux fois le monastère Dalmatov au sud de Perm et se convertit à l'islam au contact des Tatars de la Volga et des Bachkirs auxquels il finit par s'assimiler. Le groupe des alentours d'Astrakhan, bouddhiste, le reste et conserve son identité propre. Les Kalmouks, et plus généralement les Oïrats, sont parfois nommés Éleuthes (« libres ») dans les textes grecs du XVIIIe siècle. L'actuelle République autonome de Kalmoukie, établie le 9 janvier 1957, est située au sein de la fédération de Russie. 

## Origine

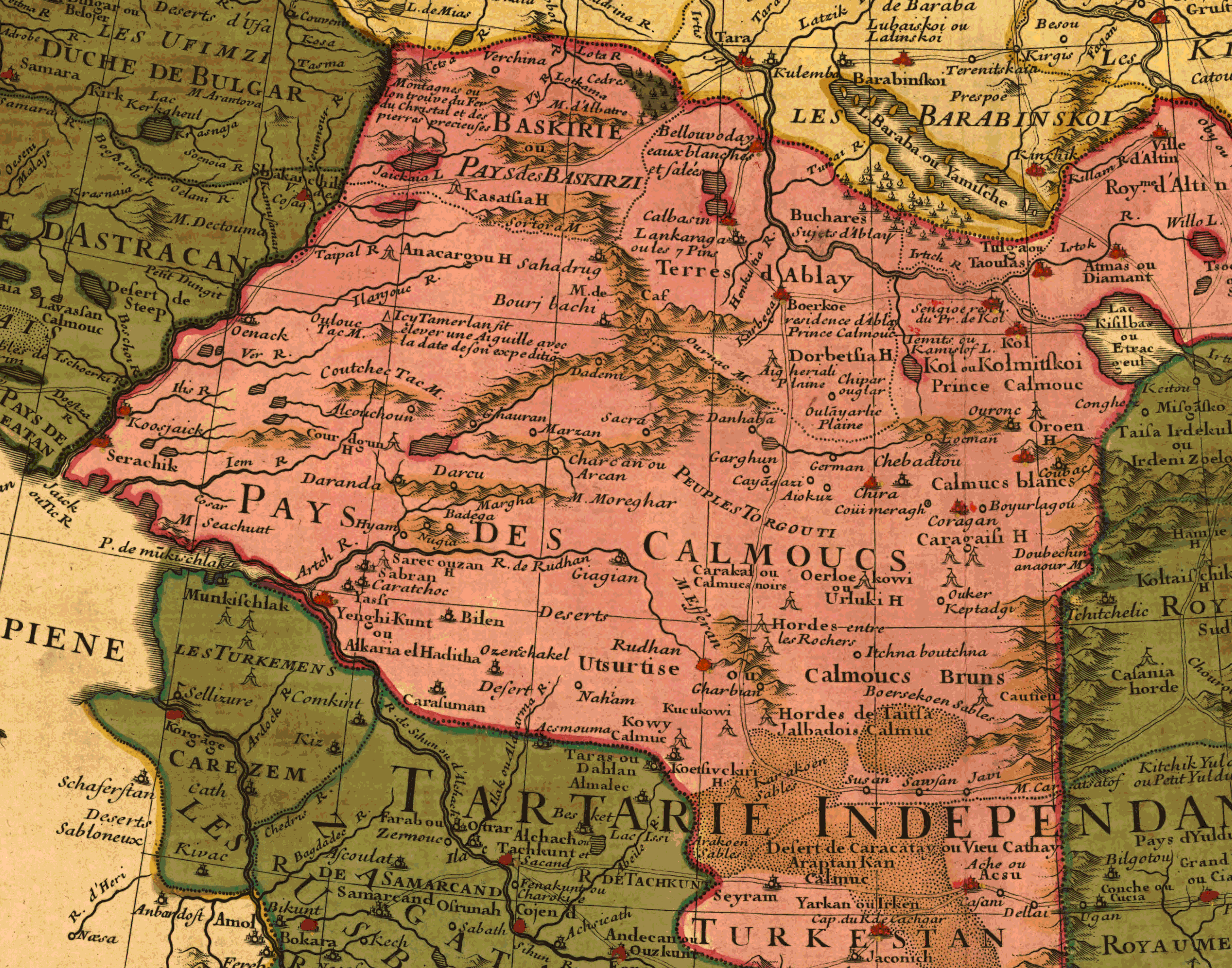
Détail de la Carte de Tartarie (1706), de Guillaume de L’Isle, montrant le Pays des Calmoucs ; le « duché de Bulgar » en haut à gauche fait référence à la Bulgarie de la Volga.

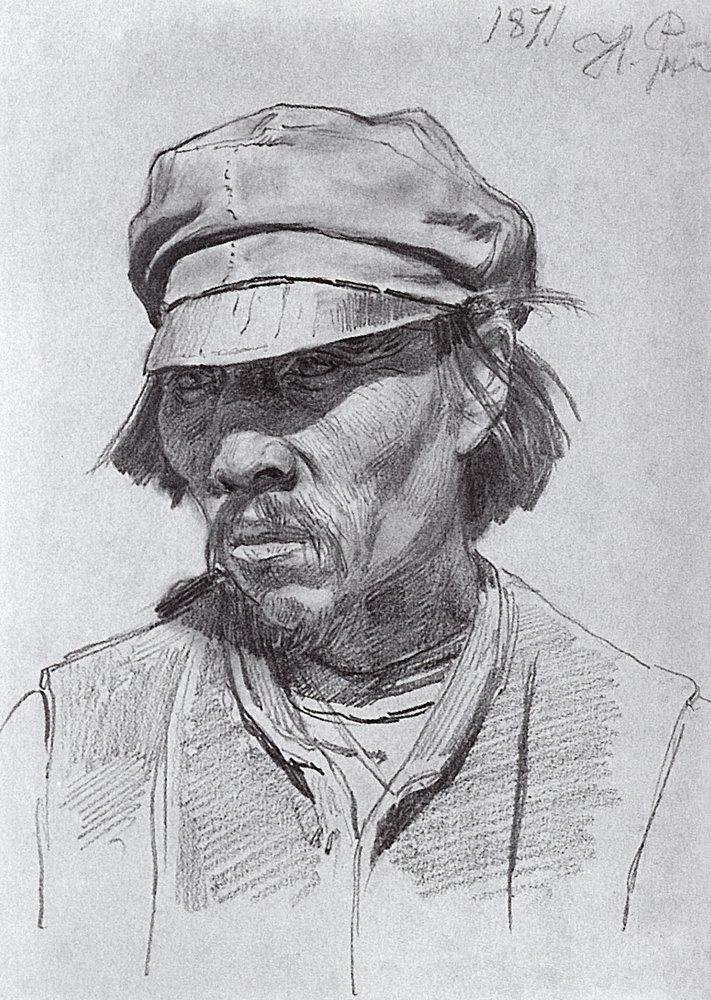
Kalmouk, par Ilia Répine.

Après s'être séparés des autres Mongols en 1207, les Oïrats mènent une vie nomade dans les steppes de l'Altaï. Au XVe siècle, les oïrates forment une puissante alliance connue sous le nom des « Quatre peuples Oïrats ». Parmi les principales maison princière figurent les Choros, les Torgouts et les Dörbets. 
En 1616, mécontents du contrôle de l'alliance par les Choros, la plupart des Torgouts et une partie des Dörbets migrent vers l'ouest. Ils s'installent alors dans le bassin de la Volga.
En 1771, certains entreprennent un retour vers leurs territoires ancestraux. Ceux qui atteignent la Chine rejoignent ainsi les autres Oïrats. Ceux qui restent dans la région de la mer Caspienne se désignent alors sous le nom de Kalmyks (littéralement « ceux qui sont restés »). Les Kalmouks, soumis aux Tsars puis au régime soviétique, se sédentarisent lentement tout en entretenant leur culture et leur langue. Ceux de l'Oural se fondent parmi les Başkört et les Tatars, et ceux de l'Altaï parmi les Kirghizes.
Au début du XXe siècle, de nombreux Kalmouks engagés dans l'armée des Russes blancs doivent fuir la Russie après la révolution de 1917, vers le Proche-Orient. Plusieurs milliers, capturés par l'Armée rouge, sont exécutés pendant la guerre civile russe (1918-1920).   
Désormais, les Kalmouks peuvent être divisés en trois sous-groupes ethniques : les Torgouts et les Dörbets bouddhistes, et les Bouzaves devenus chrétiens orthodoxes.
Parmi les Kalmouks vivant hors de Russie, quelques dizaines de milliers ont aujourd'hui la nationalité française. Jean Djorkaeff, père de Youri Djorkaeff, est d'origine kalmouke. D'autres ont gagné les États-Unis. Enfin, une minorité kalmouke convertie à l'islam vit au Kirghizistan.